# Copa do Mundo FIFA Sub-17 de 2023
A Copa do Mundo FIFA Sub-17 de 2023 foi a décima nona edição do torneio internacional bienal organizado pela Federação Internacional de Futebol (FIFA) e disputado por seleções nacionais para jogadores com até 17 anos de idade. 
Incialmente seria realizado no Peru em 2021, mas devido a pandemia de COVID-19 a competição foi cancelada e o país sul-americano recebeu o direito de sediar em 2023 após decisão da entidade máxima do futebol em 24 de dezembro de 2020. No entanto, após extensas discussões entre a Federação Peruana de Futebol e a FIFA sobre adequações causadas por defeitos de infraestrutura, o Peru retirou-se como anfitrião em 3 de abril de 2023.
Em 23 de junho de 2023, a FIFA nomeou oficialmente a Indonésia como a nova anfitriã. Meses antes, o país havia perdido o direito de sediar a Copa do Mundo FIFA Sub-20 de 2023, após a recusa das autoridades locais em receber a seleção de Israel no torneio.
A Alemanha conquistou seu primeiro título na categoria ao derrotar a França na final. Após empate em 2–2 no tempo normal, os alemães venceram por 4–3 na disputa por pênaltis.

## Qualificação
Um total de 24 equipes participaram da competição. Além do país-sede, outras 23 seleções se classificaram em seis competições continentais distintas.
A única estreante foi a Indonésia que entrou no torneio como país-sede no lugar do Peru, embora originalmente não tenha conseguido se classificar após nem avançar nas eliminatórias da Copa da Ásia Sub-17.
| Confederação                                  | Torneio qualificatório                        | Classificado(s) | Aparição | Última | Melhor resultado anterior                                 |
| --------------------------------------------- | --------------------------------------------- | --------------- | -------- | ------ | --------------------------------------------------------- |
| AFC (Ásia)                                    | País sede                                     | Indonésia       | 1ª       | –      | Estreante                                                 |
| AFC (Ásia)                                    | Copa da Ásia Sub-17 de 2023                   | Coreia do Sul   | 7ª       | 2019   | Quartas de final (1987, 2009, 2019)                       |
| AFC (Ásia)                                    | Copa da Ásia Sub-17 de 2023                   | Irã             | 5ª       | 2017   | Quartas de final (2017)                                   |
| AFC (Ásia)                                    | Copa da Ásia Sub-17 de 2023                   | Japão           | 10ª      | 2019   | Quartas de final (1993, 2011)                             |
| AFC (Ásia)                                    | Copa da Ásia Sub-17 de 2023                   | Uzbequistão     | 3ª       | 2013   | Quartas de final (2011)                                   |
| CAF (África)                                  | Campeonato Africano das Nações Sub-17 de 2023 | Burquina Fasso  | 5ª       | 2011   | 3º (2001)                                                 |
| CAF (África)                                  | Campeonato Africano das Nações Sub-17 de 2023 | Mali            | 6ª       | 2017   | Vice-campeão (2015)                                       |
| CAF (África)                                  | Campeonato Africano das Nações Sub-17 de 2023 | Marrocos        | 2ª       | 2013   | Oitavas de final (2013)                                   |
| CAF (África)                                  | Campeonato Africano das Nações Sub-17 de 2023 | Senegal         | 2ª       | 2019   | Oitavas de final (2019)                                   |
| CONCACAF (América do Norte, Central e Caribe) | Campeonato da CONCACAF Sub-17 de 2023         | Canadá          | 8ª       | 2019   | Fase de grupos (1987, 1989, 1993, 1995, 2011, 2013, 2019) |
| CONCACAF (América do Norte, Central e Caribe) | Campeonato da CONCACAF Sub-17 de 2023         | Estados Unidos  | 18ª      | 2019   | 4º (1999)                                                 |
| CONCACAF (América do Norte, Central e Caribe) | Campeonato da CONCACAF Sub-17 de 2023         | México          | 15ª      | 2019   | Campeão (2005, 2011)                                      |
| CONCACAF (América do Norte, Central e Caribe) | Campeonato da CONCACAF Sub-17 de 2023         | Panamá          | 3ª       | 2013   | Oitavas de final (2011)                                   |
| CONMEBOL (América do Sul)                     | Campeonato Sul-Americano Sub-17 de 2023       | Argentina       | 15ª      | 2019   | 3º (1991, 1995, 2003)                                     |
| CONMEBOL (América do Sul)                     | Campeonato Sul-Americano Sub-17 de 2023       | Brasil          | 18ª      | 2019   | Campeão (1997, 1999, 2003, 2019)                          |
| CONMEBOL (América do Sul)                     | Campeonato Sul-Americano Sub-17 de 2023       | Equador         | 6ª       | 2019   | Quartas de final (1995, 2015)                             |
| CONMEBOL (América do Sul)                     | Campeonato Sul-Americano Sub-17 de 2023       | Venezuela       | 2ª       | 2013   | Fase de grupos (2013)                                     |
| OFC (Oceania)                                 | Campeonato Sub-17 da OFC de 2023              | Nova Caledônia  | 2ª       | 2017   | Fase de grupos (2017)                                     |
| OFC (Oceania)                                 | Campeonato Sub-17 da OFC de 2023              | Nova Zelândia   | 10ª      | 2019   | Oitavas de final (2009, 2011, 2015)                       |
| UEFA (Europa)                                 | Campeonato Europeu Sub-17 de 2023             | Alemanha        | 11ª      | 2017   | Vice-campeão (1985)                                       |
| UEFA (Europa)                                 | Campeonato Europeu Sub-17 de 2023             | Espanha         | 11ª      | 2019   | Vice-campeão (1991, 2003, 2007, 2017)                     |
| UEFA (Europa)                                 | Campeonato Europeu Sub-17 de 2023             | França          | 8ª       | 2019   | Campeão (2001)                                            |
| UEFA (Europa)                                 | Campeonato Europeu Sub-17 de 2023             | Inglaterra      | 5ª       | 2017   | Campeão (2017)                                            |
| UEFA (Europa)                                 | Campeonato Europeu Sub-17 de 2023             | Polónia         | 3ª       | 1999   | 4º (1993)                                                 |

## Sedes
Inicialmente foi proposto oito estádios à FIFA para sediar o torneio, incluindo seis que receberiam jogos da Copa do Mundo sub-20. Por fim, quatro cidades foram confirmadas como sedes: Jacarta, Surabaia, Bandungue e Suracarta.
| Estádio Internacional de Jacarta                                                  | Estádio Gelora Bung Tomo |
| Capacidade: 82 000                                                                | Capacidade: 45 134       |
|                                                                                   |                          |
| Jacarta Bandungue Surabaia SuracartaCopa do Mundo FIFA Sub-17 de 2023 (Indonésia) |                          |
| Bandungue                                                                         | Suracarta                |
| Estádio Jalak Harupat                                                             | Estádio Manahan          |
| Capacidade: 30 100                                                                | Capacidade: 25 286       |
|                                                                                   |                          |

## Arbitragem
Esta é a lista de árbitros e assistentes que atuaram no torneio:
| Confederação | Árbitros             | Assistentes                                        | Árbitros de vídeo                                                                                                | Árbitros reservas                                               |
| ------------ | -------------------- | -------------------------------------------------- | --- | --------------------------------------------------------------- |
| AFC          | UAE Omar Al Ali      | UAE Jasem Al Ali UAE Saeed Almarzooqi              | KSA Khalid Al-Turais AUS Kate Jacewicz KUW Abdullah Jamali                                                       | IDN Aprisman Aranda IDN Thoriq Munir Alkatiri IDN Yudi Nurcahya |
| AFC          | CHN Fu Ming          | CHN Cao Yi CHN Ma Ji                               | KSA Khalid Al-Turais AUS Kate Jacewicz KUW Abdullah Jamali                                                       | IDN Aprisman Aranda IDN Thoriq Munir Alkatiri IDN Yudi Nurcahya |
| AFC          | KOR Ko Hyung-jin     | KOR Yoon Jae-yeol KOR Park Sang-jun                | KSA Khalid Al-Turais AUS Kate Jacewicz KUW Abdullah Jamali                                                       | IDN Aprisman Aranda IDN Thoriq Munir Alkatiri IDN Yudi Nurcahya |
| CAF          | GAB Pierre Atcho     | GAB Boris Ditsoga CMR Carine Fomo                  | ALG Lahlou Benbraham GHA Daniel Laryea                                                                           |                                                                 |
| CAF          | MRT Dahane Beida     | MAD Dimbiniaina Andriatianarivelo TOG Koffi Ahonto | ALG Lahlou Benbraham GHA Daniel Laryea                                                                           |                                                                 |
| CAF          | LBY Mutaz Ibrahim    | TUN Khalil Hassani EGY Ahmed Hossam Eldin          | ALG Lahlou Benbraham GHA Daniel Laryea                                                                           |                                                                 |
| CONCACAF     | HON Selvin Brown     | HON Gerson Orellana NCA Enmanuel Aguirre           | SLV Ismael Cornejo USA Joe Dickerson NCA Tatiana Guzmán                                                          |                                                                 |
| CONCACAF     | CRC Keylor Herrera   | CRC William Chow CRC Victor Ramírez                | SLV Ismael Cornejo USA Joe Dickerson NCA Tatiana Guzmán                                                          |                                                                 |
| CONCACAF     | GUA Bryan López      | GUA Luis Ventura GUA Humberto Panjoj               | SLV Ismael Cornejo USA Joe Dickerson NCA Tatiana Guzmán                                                          |                                                                 |
| CONMEBOL     | ECU Augusto Aragón   | ECU Ricardo Barén ECU Andrés Tola                  | BRA Igor Benevenuto CHI Rodrigo Carvajal PAR Derlis López COL John Perdomo                                       |                                                                 |
| CONMEBOL     | BOL Ivo Méndez       | BOL Carlos Tapia BOL Roger Orellana                | BRA Igor Benevenuto CHI Rodrigo Carvajal PAR Derlis López COL John Perdomo                                       |                                                                 |
| CONMEBOL     | PER Roberto Pérez    | PER Stephen Atoche PER Enrique Pinto               | BRA Igor Benevenuto CHI Rodrigo Carvajal PAR Derlis López COL John Perdomo                                       |                                                                 |
| CONMEBOL     | URU Gustavo Tejera   | URU Carlos Barreiro URU Andrés Nievas              | BRA Igor Benevenuto CHI Rodrigo Carvajal PAR Derlis López COL John Perdomo                                       |                                                                 |
| UEFA         | NOR Espen Eskås      | NOR Jan Engan NOR Isaak Bashevkin                  | ENG David Coote ITA Aleandro Di Paolo NED Rob Dieperink GRE Angelos Evangelou SUI Fedayi San BUL Ivaylo Stoyanov |                                                                 |
| UEFA         | DEN Morten Krogh     | DEN Dennis Rasmussen DEN Steffen Bramsen           | ENG David Coote ITA Aleandro Di Paolo NED Rob Dieperink GRE Angelos Evangelou SUI Fedayi San BUL Ivaylo Stoyanov |                                                                 |
| UEFA         | TUR Atilla Karaoğlan | TUR Ceyhun Sesigüzel TUR Cevdet Kömürcüoğlu        | ENG David Coote ITA Aleandro Di Paolo NED Rob Dieperink GRE Angelos Evangelou SUI Fedayi San BUL Ivaylo Stoyanov |                                                                 |
| UEFA         | SVN Rade Obrenović   | SVN Jure Prapotnik SVN Grega Kordež                | ENG David Coote ITA Aleandro Di Paolo NED Rob Dieperink GRE Angelos Evangelou SUI Fedayi San BUL Ivaylo Stoyanov |                                                                 |
| UEFA         | POR João Pinheiro    | POR Bruno Alves POR Luciano Gomes                  | ENG David Coote ITA Aleandro Di Paolo NED Rob Dieperink GRE Angelos Evangelou SUI Fedayi San BUL Ivaylo Stoyanov |                                                                 |

## Sorteio
O sorteio dos grupos foi realizado em 15 de setembro, na sede da FIFA, em Zurique, na Suíça.
As 24 equipes foram divididas em seis grupos de quatro equipes, com a anfitriã automaticamente classificada para o Pote 1 e colocada na primeira posição do Grupo A, enquanto as equipes restantes foram classificadas em seus respectivos potes com base em seus resultados nas últimas cinco edições da Copa do Mundo Sub-17 (torneios mais recentes com maior peso), com pontos de bônus concedidos aos campeões das confederações.
As equipes do Pote 1 foram sorteadas primeiro, com os times dos Pote 2, 3 e 4 precisando pular grupos, se necessário, para evitar confrontos entre duas seleções de uma mesma confederação.
| Pote 1                                                             | Pote 2                                                               | Pote 3                                                                    | Pote 4                                                                    |
| ------------------------------------------------------------------ | -------------------------------------------------------------------- | ------------------------------------------------------------------------- | ------------------------------------------------------------------------- |
| - Indonésia (como A1) - Brasil - México - França - Espanha - Japão | - Alemanha - Mali - Inglaterra - Coreia do Sul - Argentina - Equador | - Nova Zelândia - Irã - Senegal - Estados Unidos - Uzbequistão - Marrocos | - Canadá - Nova Caledônia - Panamá - Venezuela - Polónia - Burquina Fasso |

## Fase de grupos
Os dois primeiros colocados de cada grupo e os quatro melhores terceiros colocados avançam para as oitavas de final.

### Critérios de desempate
As classificações das equipes em cada grupo são determinadas da seguinte forma (artigo 17.7 do regulamento):
1. pontos obtidos em todas as partidas do grupo;
2. saldo de gols em todas as partidas do grupo;
3. número de golos marcados em todos os jogos do grupo;

Se duas ou mais equipes ficarem igualadas com base nos três critérios acima, suas classificações são determinadas por:
1. pontos obtidos nas partidas do grupo entre as equipes em questão;
2. saldo de gols nas partidas do grupo entre as equipes em questão;
3. número de gols marcados nas partidas da fase de grupos entre as equipes em questão;
4. pontos de fair play:  - primeiro cartão amarelo: menos um ponto;
  - cartão vermelho indireto (segundo cartão amarelo): menos três pontos;
  - cartão vermelho direto: menos quatro pontos;
  - cartão amarelo e cartão vermelho direto: menos cinco pontos;
5. sorteio do Comitê Organizador da FIFA.

Todas as partidas seguem o fuso horário local (UTC+7).

### Grupo A
| Pos | Equipe    | Pts | J | V | E | D | GP | GC | SG | Classificado |
| --- | --------- | --- | - | - | - | - | -- | -- | -- | ------------ |
| 1   | Marrocos  | 6   | 3 | 2 | 0 | 1 | 5  | 3  | +2 | Fase final   |
| 2   | Equador   | 5   | 3 | 1 | 2 | 0 | 4  | 2  | +2 | Fase final   |
| 3   | Indonésia | 2   | 3 | 0 | 2 | 1 | 3  | 5  | −2 |              |
| 4   | Panamá    | 2   | 3 | 0 | 2 | 1 | 2  | 4  | −2 |              |

| 10 de novembro | Panamá | 0 – 2     | Marrocos                    | Estádio Gelora Bung Tomo, Surabaia         |
| 16:00          |        | Relatório | Chlaghmo 16' · Ennair 90+5' | Público: 13 437 Árbitro: POR João Pinheiro |

| 10 de novembro | Indonésia  | 1 – 1     | Equador    | Estádio Gelora Bung Tomo, Surabaia       |
| 19:00          | Arkhan 22' | Relatório | Obando 28' | Público: 30 583 Árbitro: NOR Espen Eskås |

| 13 de novembro | Marrocos | 0 – 2     | Equador                   | Estádio Gelora Bung Tomo, Surabaia         |
| 16:00          |          | Relatório | Bermúdez 62' (pen), 90+3' | Público: 5 498 Árbitro: CRC Keylor Herrera |

| 13 de novembro | Indonésia  | 1 – 1     | Panamá         | Estádio Gelora Bung Tomo, Surabaia          |
| 19:00          | Arkhan 54' | Relatório | Castillo 45+3' | Público: 17 239 Árbitro: SVN Rade Obrenović |

| 16 de novembro | Marrocos                                        | 3 – 1     | Indonésia  | Estádio Gelora Bung Tomo, Surabaia        |
| 19:00          | Alaoui 29' (pen) · Aït Boudlal 39' · Hamony 64' | Relatório | Asyura 42' | Público: 26 454 Árbitro: DEN Morten Krogh |

| 16 de novembro | Equador  | 1 – 1     | Panamá       | Estádio Manahan, Suracarta          |
| 19:00          | Ruiz 24' | Relatório | Castillo 79' | Público: 7 956 Árbitro: CHN Fu Ming |

### Grupo B
| Pos | Equipe      | Pts | J | V | E | D | GP | GC | SG | Classificado |
| --- | ----------- | --- | - | - | - | - | -- | -- | -- | ------------ |
| 1   | Espanha     | 7   | 3 | 2 | 1 | 0 | 5  | 2  | +3 | Fase final   |
| 2   | Mali        | 6   | 3 | 2 | 0 | 1 | 8  | 2  | +6 | Fase final   |
| 3   | Uzbequistão | 4   | 3 | 1 | 1 | 1 | 5  | 5  | 0  | Fase final   |
| 4   | Canadá      | 0   | 3 | 0 | 0 | 3 | 1  | 10 | −9 |              |

| 10 de novembro | Mali                           | 3 – 0     | Uzbequistão | Estádio Manahan, Suracarta                 |
| 16:00          | M. Doumbia 30', 72' (pen), 75' | Relatório |             | Público: 3 014 Árbitro: URU Gustavo Tejera |

| 10 de novembro | Espanha                | 2 – 0     | Canadá | Estádio Manahan, Suracarta                |
| 19:00          | Guiu 20' · Junyent 76' | Relatório |        | Público: 6 613 Árbitro: PER Roberto Pérez |

| 13 de novembro | Espanha       | 1 – 0     | Mali | Estádio Manahan, Suracarta              |
| 16:00          | Hernández 62' | Relatório |      | Público: 4 723 Árbitro: GUA Bryan López |

| 13 de novembro | Uzbequistão                         | 3 – 0     | Canadá | Estádio Manahan, Suracarta             |
| 19:00          | Chukwu 22' (g.c.) · Saidov 24', 81' | Relatório |        | Público: 6 919 Árbitro: BOL Ivo Méndez |

| 16 de novembro | Uzbequistão                      | 2 – 2     | Espanha                | Estádio Manahan, Suracarta                 |
| 16:00          | Shukurullayev 45+4' · Saidov 54' | Relatório | Oyono 10' · Martín 19' | Público: 5 554 Árbitro: ECU Augusto Aragón |

| 16 de novembro | Canadá     | 1 – 5     | Mali                                                                | Estádio Gelora Bung Tomo, Surabaia       |
| 16:00          | Chukwu 45' | Relatório | I. Diarra 14' · Barry 26' · Kanaté 73' · Makalou 77' · Thiero 90+1' | Público: 10 269 Árbitro: NOR Espen Eskås |

### Grupo C
| Pos | Equipe         | Pts | J | V | E | D | GP | GC | SG  | Classificado |
| --- | -------------- | --- | - | - | - | - | -- | -- | --- | ------------ |
| 1   | Inglaterra     | 6   | 3 | 2 | 0 | 1 | 13 | 3  | +10 | Fase final   |
| 2   | Brasil         | 6   | 3 | 2 | 0 | 1 | 13 | 4  | +9  | Fase final   |
| 3   | Irã            | 6   | 3 | 2 | 0 | 1 | 9  | 4  | +5  | Fase final   |
| 4   | Nova Caledônia | 0   | 3 | 0 | 0 | 3 | 0  | 24 | −24 |              |

| 11 de novembro | Nova Caledônia | 0 – 10    | Inglaterra | Estádio Internacional de Jacarta, Jacarta |
| 16:00          |                | Relatório | Russell-Denny 16' (pen) · Oboavwoduo 30', 57' · Dibling 35' · Acheampong 45+4' · Amo-Ameyaw 51' · Nwaneri 78' · Hanye 80' (g.c.) · Murray-Campbell 85' · McAllister 90+1' | Público: 6 684 Árbitro: KOR Ko Hyung-jin  |

| 11 de novembro | Brasil                          | 2 – 3     | Irã                                       | Estádio Internacional de Jacarta, Jacarta |
| 19:00          | Rayan 28' · Zamani 45+2' (g.c.) | Relatório | Barajeh 54' · Taheri 69' · Gholizadeh 73' | Público: 9 283 Árbitro: HON Selvin Brown  |

| 14 de novembro | Brasil | 9 – 0     | Nova Caledônia | Estádio Internacional de Jacarta, Jacarta |
| 16:00          | Rayan 28', 51' (pen) · Estevão 39' · Luighi 44' · Kauã Elias 46', 86', 90+4' (pen) · Vitor Reis 55' · João Victor 61' | Relatório |                | Público: 4 529 Árbitro: GAB Pierre Atcho  |

| 14 de novembro | Inglaterra                    | 2 – 1     | Irã        | Estádio Internacional de Jacarta, Jacarta  |
| 19:00          | Russell-Denny 63' · Ndala 90' | Relatório | Zamani 31' | Público: 7 698 Árbitro: URU Gustavo Tejera |

| 17 de novembro | Inglaterra      | 1 – 2     | Brasil                       | Estádio Internacional de Jacarta, Jacarta |
| 19:00          | Ndala 71' (pen) | Relatório | Kauã Elias 43' · Da Mata 54' | Público: 15 171 Árbitro: GUA Bryan López  |

| 17 de novembro | Irã                                                                 | 5 – 0     | Nova Caledônia | Estádio Jalak Harupat, Bandungue       |
| 19:00          | Razzaghinia 17', 34' · Ghandipour 76' · Askari 90+6' · Taheri 90+8' | Relatório |                | Público: 6 762 Árbitro: BOL Ivo Méndez |

### Grupo D
| Pos | Equipe    | Pts | J | V | E | D | GP | GC | SG | Classificado |
| --- | --------- | --- | - | - | - | - | -- | -- | -- | ------------ |
| 1   | Argentina | 6   | 3 | 2 | 0 | 1 | 8  | 3  | +5 | Fase final   |
| 2   | Senegal   | 6   | 3 | 2 | 0 | 1 | 6  | 4  | +2 | Fase final   |
| 3   | Japão     | 6   | 3 | 2 | 0 | 1 | 4  | 3  | +1 | Fase final   |
| 4   | Polónia   | 0   | 3 | 0 | 0 | 3 | 1  | 9  | −8 |              |

| 11 de novembro | Japão       | 1 – 0     | Polónia | Estádio Jalak Harupat, Bandungue         |
| 16:00          | Takaoka 77' | Relatório |         | Público: 4 961 Árbitro: GAB Pierre Atcho |

| 11 de novembro | Argentina     | 1 – 2     | Senegal          | Estádio Jalak Harupat, Bandungue             |
| 19:00          | Ruberto 90+2' | Relatório | A. Diuof 6', 38' | Público: 6 222 Árbitro: TUR Atilla Karaoğlan |

| 14 de novembro | Senegal                                | 4 – 1     | Polónia    | Estádio Jalak Harupat, Bandungue        |
| 16:00          | Gueye 18', 52', 69' · Szala 30' (g.c.) | Relatório | Reguła 66' | Público: 7 065 Árbitro: UAE Omar Al Ali |

| 14 de novembro | Japão       | 1 – 3     | Argentina                               | Estádio Jalak Harupat, Bandungue           |
| 19:00          | Takaoka 50' | Relatório | Echeverri 5' · Acuña 8' · Ruberto 90+9' | Público: 12 324 Árbitro: POR João Pinheiro |

| 17 de novembro | Senegal | 0 – 2     | Japão            | Estádio Jalak Harupat, Bandungue           |
| 16:00          |         | Relatório | Takaoka 62', 72' | Público: 5 079 Árbitro: SVN Rade Obrenović |

| 17 de novembro | Polónia | 0 – 4     | Argentina                                            | Estádio Internacional de Jacarta, Jacarta  |
| 16:00          |         | Relatório | Laplace 34' · Ruberto 46' · Subiabre 52' · López 86' | Público: 7 663 Árbitro: CRC Keylor Herrera |

### Grupo E
| Pos | Equipe         | Pts | J | V | E | D | GP | GC | SG | Classificado |
| --- | -------------- | --- | - | - | - | - | -- | -- | -- | ------------ |
| 1   | França         | 9   | 3 | 3 | 0 | 0 | 7  | 0  | +7 | Fase final   |
| 2   | Estados Unidos | 6   | 3 | 2 | 0 | 1 | 5  | 5  | 0  | Fase final   |
| 3   | Burquina Fasso | 3   | 3 | 1 | 0 | 2 | 3  | 6  | −3 |              |
| 4   | Coreia do Sul  | 0   | 3 | 0 | 0 | 3 | 2  | 6  | −4 |              |

| 12 de novembro | França                                                  | 3 – 0     | Burquina Fasso | Estádio Internacional de Jacarta, Jacarta |
| 16:00          | Lambourde 49' · Tincres 81' (pen) · Gomis 87' (Pênalti) | Relatório |                | Público: 7 033 Árbitro: CHN Fu Ming       |

| 12 de novembro | Coreia do Sul     | 1 – 3     | Estados Unidos                 | Estádio Internacional de Jacarta, Jacarta |
| 19:00          | Kim Myung-jun 35' | Relatório | Berchimas 7', 73' · Medina 49' | Público: 4 317 Árbitro: DEN Morten Krogh  |

| 15 de novembro | Estados Unidos                 | 2 – 1     | Burquina Fasso | Estádio Internacional de Jacarta, Jacarta |
| 16:00          | Figueroa 45' · Berchimas 45+6' | Relatório | Diarra 89'     | Público: 3 235 Árbitro: PER Roberto Pérez |

| 15 de novembro | França     | 1 – 0     | Coreia do Sul | Estádio Internacional de Jacarta, Jacarta |
| 19:00          | Amougou 2' | Relatório |               | Público: 7 476 Árbitro: LBY Mutaz Ibrahim |

| 18 de novembro | Estados Unidos | 0 – 3     | França                            | Estádio Internacional de Jacarta, Jacarta |
| 19:00          |                | Relatório | Tincres 45+2' (82) · Meupiyou 86' | Público: 14 436 Árbitro: MRT Dahane Beida |

| 18 de novembro | Burquina Fasso             | 2 – 1     | Coreia do Sul     | Estádio Jalak Harupat, Bandungue         |
| 19:00          | Diarra 24' · A. Camara 86' | Relatório | Kim Myung-jun 49' | Público: 3 400 Árbitro: HON Selvin Brown |

### Grupo F
| Pos | Equipe        | Pts | J | V | E | D | GP | GC | SG | Classificado |
| --- | ------------- | --- | - | - | - | - | -- | -- | -- | ------------ |
| 1   | Alemanha      | 9   | 3 | 3 | 0 | 0 | 9  | 2  | +7 | Fase final   |
| 2   | México        | 4   | 3 | 1 | 1 | 1 | 7  | 5  | +2 | Fase final   |
| 3   | Venezuela     | 4   | 3 | 1 | 1 | 1 | 5  | 5  | 0  | Fase final   |
| 4   | Nova Zelândia | 0   | 3 | 0 | 0 | 3 | 1  | 10 | −9 |              |

| 12 de novembro | Venezuela                        | 3 – 0     | Nova Zelândia | Estádio Jalak Harupat, Bandungue          |
| 16:00          | Martínez 29' · Romero 87', 90+7' | Relatório |               | Público: 2 932 Árbitro: LBY Mutaz Ibrahim |

| 12 de novembro | México      | 1 – 3     | Alemanha                                  | Estádio Jalak Harupat, Bandungue           |
| 19:00          | Jiménez 75' | Relatório | Darvich 29' · Moerstedt 38' · Moreira 53' | Público: 4 617 Árbitro: ECU Augusto Aragón |

| 15 de novembro | México                   | 2 – 2     | Venezuela                          | Estádio Jalak Harupat, Bandungue             |
| 16:00          | Carrillo 62' · Ortiz 67' | Relatório | Cichero Jr. 6' · Profeta 84' (pen) | Público: 2 460 Árbitro: TUR Atilla Karaoğlan |

| 15 de novembro | Nova Zelândia      | 1 – 3     | Alemanha                                       | Estádio Jalak Harupat, Bandungue         |
| 19:00          | Watson 90+1' (pen) | Relatório | Brunner 45+7' · Moerstedt 60' · Yalçınkaya 81' | Público: 5 353 Árbitro: MRT Dahane Beida |

| 18 de novembro | Nova Zelândia | 0 – 4     | México                                                | Estádio Jalak Harupat, Bandungue        |
| 16:00          |               | Relatório | Barajas 42' · Fernández 47' · Carrillo 54', 67' (pen) | Público: 6 136 Árbitro: UAE Omar Al Ali |

| 18 de novembro | Alemanha                     | 3 – 0     | Venezuela | Estádio Internacional de Jacarta, Jacarta |
| 16:00          | Ramsak 1', 57' · Moreira 42' | Relatório |           | Público: 11 264 Árbitro: KOR Ko Hyung-jin |

### Melhores terceiros classificados
As melhores quatro seleções terceiro colocadas nos grupos também avançam para as oitavas de final.
| Pos | Grp | Equipe         | Pts | J | V | E | D | GP | GC | SG | Classificado |
| --- | --- | -------------- | --- | - | - | - | - | -- | -- | -- | ------------ |
| 1   | C   | Irã            | 6   | 3 | 2 | 0 | 1 | 9  | 4  | +5 | Fase final   |
| 2   | D   | Japão          | 6   | 3 | 2 | 0 | 1 | 4  | 3  | +1 | Fase final   |
| 3   | B   | Uzbequistão    | 4   | 3 | 1 | 1 | 1 | 5  | 5  | 0  | Fase final   |
| 4   | F   | Venezuela      | 4   | 3 | 1 | 1 | 1 | 5  | 5  | 0  | Fase final   |
| 5   | E   | Burquina Fasso | 3   | 3 | 1 | 0 | 2 | 3  | 6  | −3 |              |
| 6   | A   | Indonésia      | 2   | 3 | 0 | 2 | 1 | 3  | 5  | −2 |              |

## Fase final
Na fase final, se a partida estiver empatada ao final dos 90 minutos do tempo normal de jogo, será disputada a prorrogação (dois tempos de 15 minutos cada). Se ainda houver empate após a prorrogação, a partida será decidida na disputa por pênaltis para determinar o vencedor.
Nas oitavas de final, os quatro terceiros colocados enfrentam os vencedores dos grupos A, B, C e D. Os confrontos específicos envolvendo os terceiros colocados dependem de quais deles se classifiquem para as oitavas de final:
| Equipes terceiras colocadas se classificam dos grupos | Equipes terceiras colocadas se classificam dos grupos | Equipes terceiras colocadas se classificam dos grupos | Equipes terceiras colocadas se classificam dos grupos | Equipes terceiras colocadas se classificam dos grupos | Equipes terceiras colocadas se classificam dos grupos |    | 1A vs | 1B vs | 1C vs | 1D vs |
| ----------------------------------------------------- | ----------------------------------------------------- | ----------------------------------------------------- | ----------------------------------------------------- | ----------------------------------------------------- | ----------------------------------------------------- | -- | ----- | ----- | ----- | ----- |
| A                                                     | B                                                     | C                                                     | D                                                     |                                                       |                                                       | 3C | 3D    | 3A    | 3B    |       |
| A                                                     | B                                                     | C                                                     |                                                       | E                                                     |                                                       | 3C | 3A    | 3B    | 3E    |       |
| A                                                     | B                                                     | C                                                     |                                                       |                                                       | F                                                     | 3C | 3A    | 3B    | 3F    |       |
| A                                                     | B                                                     |                                                       | D                                                     | E                                                     |                                                       | 3D | 3A    | 3B    | 3E    |       |
| A                                                     | B                                                     |                                                       | D                                                     |                                                       | F                                                     | 3D | 3A    | 3B    | 3F    |       |
| A                                                     | B                                                     |                                                       |                                                       | E                                                     | F                                                     | 3E | 3A    | 3B    | 3F    |       |
| A                                                     |                                                       | C                                                     | D                                                     | E                                                     |                                                       | 3C | 3D    | 3A    | 3E    |       |
| A                                                     |                                                       | C                                                     | D                                                     |                                                       | F                                                     | 3C | 3D    | 3A    | 3F    |       |
| A                                                     |                                                       | C                                                     |                                                       | E                                                     | F                                                     | 3C | 3A    | 3F    | 3E    |       |
| A                                                     |                                                       |                                                       | D                                                     | E                                                     | F                                                     | 3D | 3A    | 3F    | 3E    |       |
|                                                       | B                                                     | C                                                     | D                                                     | E                                                     |                                                       | 3C | 3D    | 3B    | 3E    |       |
|                                                       | B                                                     | C                                                     | D                                                     |                                                       | F                                                     | 3C | 3D    | 3B    | 3F    |       |
|                                                       | B                                                     | C                                                     |                                                       | E                                                     | F                                                     | 3E | 3C    | 3B    | 3F    |       |
|                                                       | B                                                     |                                                       | D                                                     | E                                                     | F                                                     | 3E | 3D    | 3B    | 3F    |       |
|                                                       |                                                       | C                                                     | D                                                     | E                                                     | F                                                     | 3C | 3D    | 3F    | 3E    |       |

### Esquema
|  | Oitavas de final           | Oitavas de final           |                            |       | Quartas de final | Quartas de final |                           |                           | Semifinais | Semifinais |  |  | Final | Final |
|  |                            |                            |                            |       |                  |                  |                           |                           |            |            |  |  |       |       |
|  | 20 de novembro – Suracarta |                            |                            |       |                  |                  |                           |                           |            |            |  |  |       |       |
|  |                            |                            |                            |       |                  |                  |                           |                           |            |            |  |  |       |       |
|  | Equador                    | 1                          |                            |       |                  |                  |                           |                           |            |            |  |  |       |       |
|  | Equador                    | 1                          | 24 de novembro – Jacarta   |       |                  |                  |                           |                           |            |            |  |  |       |       |
|  | Brasil                     | 3                          |                            |       |                  |                  |                           |                           |            |            |  |  |       |       |
|  | Brasil                     | 3                          | Brasil                     | 0     |                  |                  |                           |                           |            |            |  |  |       |       |
|  | 21 de novembro – Bandungue |                            | Brasil                     | 0     |                  |                  |                           |                           |            |            |  |  |       |       |
|  |                            | Argentina                  | 3                          |       |                  |                  |                           |                           |            |            |  |  |       |       |
|  | Argentina                  | Argentina                  | 3                          | 5     |                  |                  |                           |                           |            |            |  |  |       |       |
|  | Argentina                  |                            | 28 de novembro – Suracarta | 5     |                  |                  |                           |                           |            |            |  |  |       |       |
|  | Venezuela                  | 0                          |                            |       |                  |                  |                           |                           |            |            |  |  |       |       |
|  | Venezuela                  | 0                          | Argentina                  | 3 (2) |                  |                  |                           |                           |            |            |  |  |       |       |
|  | 20 de novembro – Suracarta |                            | Argentina                  | 3 (2) |                  |                  |                           |                           |            |            |  |  |       |       |
|  |                            | Alemanha (pen)             | 3 (4)                      |       |                  |                  |                           |                           |            |            |  |  |       |       |
|  | Espanha                    | Alemanha (pen)             | 3 (4)                      | 2     |                  |                  |                           |                           |            |            |  |  |       |       |
|  | Espanha                    | 24 de novembro – Jacarta   |                            | 2     |                  |                  |                           |                           |            |            |  |  |       |       |
|  | Japão                      | 1                          |                            |       |                  |                  |                           |                           |            |            |  |  |       |       |
|  | Japão                      | 1                          | Espanha                    | 0     |                  |                  |                           |                           |            |            |  |  |       |       |
|  | 21 de novembro – Bandungue |                            | Espanha                    | 0     |                  |                  |                           |                           |            |            |  |  |       |       |
|  |                            | Alemanha                   | 1                          |       |                  |                  |                           |                           |            |            |  |  |       |       |
|  | Alemanha                   | Alemanha                   | 1                          | 3     |                  |                  |                           |                           |            |            |  |  |       |       |
|  | Alemanha                   |                            | 2 de dezembro – Suracarta  | 3     |                  |                  |                           |                           |            |            |  |  |       |       |
|  | Estados Unidos             | 2                          |                            |       |                  |                  |                           |                           |            |            |  |  |       |       |
|  | Estados Unidos             | 2                          | Alemanha (pen)             | 2 (4) |                  |                  |                           |                           |            |            |  |  |       |       |
|  | 22 de novembro – Jacarta   |                            | Alemanha (pen)             | 2 (4) |                  |                  |                           |                           |            |            |  |  |       |       |
|  |                            | França                     | 2 (3)                      |       |                  |                  |                           |                           |            |            |  |  |       |       |
|  | França (pen)               | França                     | 2 (3)                      | 0 (5) |                  |                  |                           |                           |            |            |  |  |       |       |
|  | França (pen)               | 25 de novembro – Suracarta |                            | 0 (5) |                  |                  |                           |                           |            |            |  |  |       |       |
|  | Senegal                    | 0 (3)                      |                            |       |                  |                  |                           |                           |            |            |  |  |       |       |
|  | Senegal                    | 0 (3)                      | França                     | 1     |                  |                  |                           |                           |            |            |  |  |       |       |
|  | 22 de novembro – Jacarta   |                            | França                     | 1     |                  |                  |                           |                           |            |            |  |  |       |       |
|  |                            | Uzbequistão                | 0                          |       |                  |                  |                           |                           |            |            |  |  |       |       |
|  | Inglaterra                 | Uzbequistão                | 0                          | 1     |                  |                  |                           |                           |            |            |  |  |       |       |
|  | Inglaterra                 |                            | 28 de novembro – Suracarta | 1     |                  |                  |                           |                           |            |            |  |  |       |       |
|  | Uzbequistão                | 2                          |                            |       |                  |                  |                           |                           |            |            |  |  |       |       |
|  | Uzbequistão                | 2                          | França                     | 2     |                  |                  |                           |                           |            |            |  |  |       |       |
|  | 21 de novembro – Surabaia  |                            | França                     | 2     |                  |                  |                           |                           |            |            |  |  |       |       |
|  |                            | Mali                       | 1                          |       | 3º Lugar         | 3º Lugar         |                           |                           |            |            |  |  |       |       |
|  | Mali                       | Mali                       | 1                          | 5     | 3º Lugar         | 3º Lugar         |                           |                           |            |            |  |  |       |       |
|  | Mali                       | 25 de novembro – Suracarta | 25 de novembro – Suracarta | 5     |                  |                  | 1 de dezembro – Suracarta | 1 de dezembro – Suracarta |            |            |  |  |       |       |
|  | México                     | 25 de novembro – Suracarta | 25 de novembro – Suracarta | 0     |                  |                  | 1 de dezembro – Suracarta | 1 de dezembro – Suracarta |            |            |  |  |       |       |
|  | México                     | Mali                       | 1                          | 0     | Argentina        | 0                |                           |                           |            |            |  |  |       |       |
|  | 21 de novembro – Surabaia  | Mali                       | 1                          |       | Argentina        | 0                |                           |                           |            |            |  |  |       |       |
|  |                            | Marrocos                   | 0                          |       | Mali             | 3                |                           |                           |            |            |  |  |       |       |
|  | Marrocos (pen)             | Marrocos                   | 0                          | 1 (4) | Mali             | 3                |                           |                           |            |            |  |  |       |       |
|  | Marrocos (pen)             |                            |                            | 1 (4) |                  |                  |                           |                           |            |            |  |  |       |       |
|  | Irã                        | 1 (1)                      |                            |       |                  |                  |                           |                           |            |            |  |  |       |       |
|  | Irã                        | 1 (1)                      |                            |       |                  |                  |                           |                           |            |            |  |  |       |       |

### Oitavas de final
| 20 de novembro | Equador        | 1 – 3     | Brasil                        | Estádio Manahan, Suracarta                   |
| 15:30          | Bermúdez 45+4' | Relatório | Estevão 14', 70' · Luighi 90' | Público: 3 580 Árbitro: TUR Atilla Karaoğlan |

| 20 de novembro | Espanha               | 2 – 1     | Japão      | Estádio Manahan, Suracarta               |
| 19:00          | Junyent 8' · Guiu 74' | Relatório | Nawata 40' | Público: 8 587 Árbitro: GAB Pierre Atcho |

| 21 de novembro | Mali                                                       | 5 – 0     | México | Estádio Gelora Bung Tomo, Surabaia         |
| 15:30          | Barry 9', 13' · I. Diarra 15' · Kanaté 37' (pen) · Tia 50' | Relatório |        | Público: 7 034 Árbitro: URU Gustavo Tejera |

| 21 de novembro | Alemanha                                      | 3 – 2     | Estados Unidos             | Estádio Jalak Harupat, Bandungue    |
| 15:30          | Herrmann 14' · Moerstedt 34' · Yalçınkaya 87' | Relatório | Habroune 24' · Vazquez 80' | Público: 5 782 Árbitro: CHN Fu Ming |

| 21 de novembro | Argentina                                                             | 5 – 0     | Venezuela | Estádio Jalak Harupat, Bandungue         |
| 19:00          | Balbo 15' (g.c.) · López 22' · Echeverri 32' · Ruberto 70' (pen), 79' | Relatório |           | Público: 6 187 Árbitro: DEN Morten Krogh |

| 21 de novembro | Marrocos      | 1 – 1     | Irã            | Estádio Gelora Bung Tomo, Surabaia        |
| 19:00          | Azaouzi 90+4' | Relatório | Gholizadeh 73' | Público: 1 552 Árbitro: POR João Pinheiro |

|                                |       | Penalidades               |  |
| Ouazane Azaouzi Nazih Zahouani | 4 – 1 | Darvishaali Nafari Taheri |  |

| 22 de novembro | Inglaterra | 1 – 2     | Uzbequistão             | Estádio Internacional de Jacarta, Jacarta |
| 15:30          | Ndala 35'  | Relatório | Saidov 4' · Mirzaev 67' | Público: 7 014 Árbitro: HON Selvin Brown  |

| 22 de novembro | França | 0 – 0     | Senegal | Estádio Internacional de Jacarta, Jacarta  |
| 19:00          |        | Relatório |         | Público: 12 238 Árbitro: PER Roberto Pérez |

|                                          |       | Penalidades                |  |
| Kayi Sanda Zague Tincres Meupiyou Sangui | 5 – 3 | Gueye Diong Dorival Sawane |  |

### Quartas de final
| 24 de novembro | Espanha | 0 – 1     | Alemanha          | Estádio Internacional de Jacarta, Jacarta |
| 15:30          |         | Relatório | Brunner 64' (pen) | Público: 8 379 Árbitro: UAE Omar Al Ali   |

| 24 de novembro | Brasil | 0 – 3     | Argentina               | Estádio Internacional de Jacarta, Jacarta |
| 19:00          |        | Relatório | Echeverri 28', 58', 71' | Público: 14 597 Árbitro: NOR Espen Eskås  |

| 25 de novembro | França     | 1 – 0     | Uzbequistão | Estádio Manahan, Suracarta               |
| 15:30          | Bouneb 83' | Relatório |             | Público: 5 201 Árbitro: MRT Dahane Beida |

| 25 de novembro | Mali          | 1 – 0     | Marrocos | Estádio Manahan, Suracarta                 |
| 19:00          | I. Diarra 81' | Relatório |          | Público: 8 589 Árbitro: ECU Augusto Aragón |

### Semifinais
| 28 de novembro | Argentina                 | 3 – 3     | Alemanha                        | Estádio Manahan, Suracarta                |
| 15:30          | Ruberto 36', 45+4', 90+7' | Relatório | Brunner 9', 58' · Moerstedt 69' | Público: 8 525 Árbitro: POR João Pinheiro |

|                                              |       | Penalidades                              |  |
| Mastantuono Echeverri J. Giménez J. Villalba | 2 – 4 | Moreira Ramsak Jeltsch Harchaoui Brunner |  |

| 28 de novembro | França                | 2 – 1     | Mali            | Estádio Manahan, Suracarta                  |
| 19:00          | Titi 56' · Bouneb 69' | Relatório | I. Diarra 45+4' | Público: 12 013 Árbitro: URU Gustavo Tejera |

### Disputa pelo terceiro lugar
| 1 de dezembro | Argentina | 0 – 3     | Mali                                        | Estádio Manahan, Suracarta           |
| 19:00         |           | Relatório | I. Diarra 9' · M. Doumbia 45' · Makalou 48' | Público: 10 901 Árbitro: CHN Fu Ming |

### Final
| 2 de dezembro | Alemanha                        | 2 – 2     | França                    | Estádio Manahan, Suracarta               |
| 19:00         | Brunner 29' (pen) · Darvich 51' | Relatório | Bouabré 53' · Amougou 85' | Público: 13 037 Árbitro: NOR Espen Eskås |

|                                                  |       | Penalidades                                     |  |
| Moreira Ramsak Moerstedt Harchaoui Brunner Kabar | 4 – 3 | Kayi Sanda Bouneb Sangui Meupiyou Tincres Gomis |  |

## Premiação
| Copa do Mundo FIFA Sub-17 de 2023 |
| Alemanha                          |
| --------------------------------- |
| ALEMANHA Campeã (1º título)       |

Os seguintes prêmios individuais foram atribuídos após a conclusão do torneio. Com exceção do Troféu FIFA Fair Play, todos são patrocinados pela Adidas:
| Chuteira de Ouro      | Chuteira de Prata   | Chuteira de Bronze    |
| --------------------- | ------------------- | --------------------- |
| ARG Agustín Ruberto   | MLI Ibrahim Diarra  | ARG Claudio Echeverri |
| Bola de Ouro          | Bola de Prata       | Bola de Bronze        |
| GER Paris Brunner     | MLI Hamidou Makalou | FRA Mathis Amougou    |
| Luva de Ouro          |                     |                       |
| FRA Paul Argney       |                     |                       |
| Troféu FIFA Fair Play |                     |                       |
| Inglaterra            |                     |                       |

## Artilharia
8 gols (1)
- ARG Agustín Ruberto

5 gols (3)
- ARG Claudio Echeverri
- GER Paris Brunner
- MLI Ibrahim Diarra

4 gols (5)
- BRA Kauã Elias
- GER Max Moerstedt
- JPN Rento Takaoka
- MLI Mamadou Doumbia
- UZB Amirbek Saidov

3 gols (8)
- BRA Rayan
- ECU Michael Bermúdez
- ENG Joel Ndala
- FRA Joan Tincres
- MEX Stephano Carrillo
- MLI Mahamoud Barry
- SEN Idrissa Gueye
- USA Nimfasha Berchimas

2 gols (24)
- ARG Santiago López
- BFA Jack Diarra
- BRA Estevão
- BRA Luighi
- ENG Justin Oboavwoduo
- ENG Reiss-Alexander Russell-Denny
- ESP Guim Junyent
- ESP Marc Guiu
- FRA Ismail Bouneb
- FRA Mathis Amougou
- GER Bilal Yalçınkaya
- GER Eric da Silva Moreira
- GER Noah Darvich
- GER Robert Ramsak
- IDN Arkhan Kaka
- IRN Amirmohammad Razzaghinia
- IRN Esmaeil Gholizadeh
- IRN Kasra Taheri
- KOR Kim Myung-jun
- MLI Hamidou Makalou
- MLI Ibrahim Kanaté
- PAN Oldemar Castillo
- SEN Amara Diouf
- VEN Leenhan Romero

1 gol (54)
- ARG Ian Subiabre
- ARG Thiago Laplace
- ARG Valentino Acuña
- BFA Aboubacar Camara
- BRA Da Mata
- BRA João Victor
- BRA Vitor Reis
- CAN Richard Chukwu
- ECU Allen Obando
- ECU Elkin Ruiz
- ENG Ethan Nwaneri
- ENG Finley McAllister
- ENG Harrison Murray-Campbell
- ENG Josh Acheampong
- ENG Sam Amo-Ameyaw
- ENG Tyler Dibling
- ESP Igor Oyono
- ESP Juan Hernández
- ESP Roberto Martín
- FRA Bastien Meupiyou
- FRA Mathis Lambourde
- FRA Saïmon Bouabré
- FRA Tidiam Gomis
- FRA Yvann Titi
- GER Charles Herrmann
- IDN Nabil Asyura
- IRN Abolfazl Zamani
- IRN Mohammad Askari
- IRN Reza Ghandipour
- IRN Yaghoob Barajeh
- JPN Gaku Nawata
- MAR Abdelhamid Aït Boudlal
- MAR Anas Alaoui
- MAR Ayman Ennair
- MAR Mohamed Hamony
- MAR Nassim Azaouzi
- MAR Saifdine Chlaghmo
- MEX Adrián Fernández
- MEX Fidel Barajas
- MEX Luis Ortiz
- MEX Tahiel Jiménez
- MLI Ange Tia
- MLI Ousmane Thiero
- NZL Adam Watson
- POL Marcel Reguła
- USA Cruz Medina
- USA David Vazquez
- USA Keyrol Figueroa
- USA Taha Habroune
- UZB Behruz Shukurullayev
- UZB Lazizbek Mirzaev
- VEN Alejandro Cichero Jr.
- VEN David Martínez
- VEN Nicola Profeta

Gols contra (5)
- CAN Richard Chukwu (para o Uzbequistão)
- IRN Abolfazl Zamani (para o Brasil)
- NCL Wadria Hanye (para a Inglaterra)
- POL Dominik Szala (para o Senegal)
- VEN Luis Balbo (para a Argentina)